# Joseph Johnson Hart

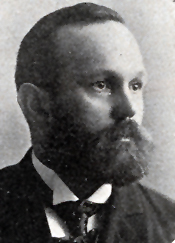
Joseph Johnson Hart

Joseph Johnson Hart (* 18. April 1859 in Nyack, New York; † 13. Juli 1926 in New York City) war ein US-amerikanischer Politiker. Zwischen 1895 und 1897 vertrat er den Bundesstaat Pennsylvania im US-Repräsentantenhaus.

## Werdegang
Joseph Hart besuchte die öffentlichen Schulen seiner Heimat und danach bis 1876 das Charlier Institute in New York City. Danach gab er bis 1883 in Nyack zwei Tageszeitungen heraus. Anschließend zog er in das Pike County in Pennsylvania, wo er im Holzgeschäft, in der Immobilienbranche und im Versicherungswesen arbeitete. Außerdem wurde er in Milford Schuldirektor. Zwischen 1890 und 1900 gab er die Zeitung Milford Dispatch heraus. Politisch wurde er Mitglied der Demokratischen Partei.
Bei den Kongresswahlen des Jahres 1894 wurde Hart im siebten Wahlbezirk von Pennsylvania in das US-Repräsentantenhaus in Washington, D.C. gewählt, wo er am 4. März 1895 die Nachfolge von Howard Mutchler antrat. Da er im Jahr 1896 auf eine weitere Kandidatur verzichtete, konnte er bis zum 3. März 1897 nur eine Legislaturperiode im Kongress absolvieren. Nach seiner Zeit im US-Repräsentantenhaus setzte Hart bis 1900 seine Zeitungsarbeit in Milford fort. Danach zog er nach New York City, wo er sich unter anderem kirchlichen Tätigkeiten widmete. Von 1907 bis zu seinem Tod war er bei der dortigen Steuerbehörde beschäftigt. Er starb am 13. Juli 1926 und wurde in seinem Geburtsort Nyack beigesetzt.